# Mark Foster (Schwimmer)
Mark Andrew Foster (* 12. Mai 1970 in Billericay, England) ist ein ehemaliger britischer Schwimmprofi.

## Werdegang
Mark Foster feierte über die 50-Meter-Freistil- und 50-Meter-Schmetterlingstrecke und insbesondere auf der Kurzbahn seine größten Erfolge.
Das erste Mal wurde Foster im Alter von 16 Jahren vom englischen Commonwealthteam für die Commonwealth Games 1986 in Edinburgh berücksichtigt. Dort gewann er mit der 4-mal-100-Meter-Freistilstaffel die Bronzemedaille.
Seinen Durchbruch schaffte er vier Jahre später, bei Commonwealth Games 1990 in Auckland, wo die Bronzemedaille über 50 Meter Freistil und damit seine erste Einzelmedaille bei internationalen Titelkämpfen gewann.
In den 1990er-Jahren verbesserte er den 50 Meter Freistil-Kurzbahnweltrekord viermal und den 50-Meter-Schmetterling-Kurzbahnweltrekord zweimal.
Foster nahm zwar fünf Mal an Olympischen Sommerspielen teil, konnte aber nie eine olympische Medaille gewinnen. 1988 in Seoul wurde er über die 50 Meter Freistil 22. Mit der britischen 4-mal-100-Meter-Freistilstaffel erreichte er das Finale und dort den siebenten Endrang.
1992 in Barcelona erreichte er schon das 50-Meter-Freistil-Finale und wurde letztlich Sechster. Mit der britischen 4-mal-100-Meter-Freistilstaffel reichte es wie schon in Seoul nur für den siebenten Endrang.
1996 in Atlanta, wurde er über die 50-Meter-Freistilstrecke 16. und vier Jahre später bei den Olympischen Sommerspielen 2000 in Sydney erreichte er über die gleiche Distanz den siebenten Endrang.
2004 beendete er zwar die britischen Olympiatrials für die Olympischen Sommerspiele 2004 in Athen über die 50 Meter Freistil als Erster und unterbot dabei das internationale Qualifikationslimit, blieb aber nur sieben Hundertstel Sekunden über dem nationalen Limit, womit er bei den Spielen nicht teilnehmen durfte.
Bei den Olympischen Sommerspielen 2008 in Peking wurde Foster die Ehre zuteil, die britische Flagge bei der olympischen Eröffnungsfeier zu tragen. Bei diesen Spielen scheiterte er über die 50 Meter Freistil schon im Vorlauf und schloss auf Platz 22 ab.
Eigentlich gab Foster seinen Rücktritt vom Leistungssport schon nach den Kurzbahneuropameisterschaften 2006 in Helsinki bekannt, doch 2007 beschloss er 2008 in Manchester bei den Kurzbahnweltmeisterschaften im eigenen Land wieder dabei zu sein und nochmals den Versuch eine Olympiamedaille in Peking zu gewinnen zu starten. In Manchester wurde Foster noch einmal Vizeweltmeister über 50 Meter Freistil. In Peking kam er über die Vorläufe in 50 Meter Freistil nicht hinaus und schloss auf Platz 23 ab.

### Privates
Mark Foster nahm 2008 in zahlreichen britischen TV-Shows teil. Unter anderem bildete er gemeinsam mit der neuseeländischen Profitänzerin Hayley Holt ein Tanzpaar in der sechsten Staffel der britischen Fernsehtanzshow Strictly Come Dancing. Im November 2017 outete sich Foster als homosexuell.